# 特爾古日烏
特爾古日烏（羅馬尼亞語發音：[ˌtɨrɡu ˈʒiw]）是位於羅馬尼亞的一個城市。屬瓦拉幾亞地區。在第二次世界大戰期間這里曾經設有集中營。人口超過10萬。特爾古日烏是戈爾日縣的首府所在地。

## 友好城市
- 法國 福尔巴克